# Greg Adams
Ne doit pas être confondu avec Gregory Adams.
Gregory Daren Adams, dit Gus Adams, (né le 1er août 1963 à Nelson en Colombie-Britannique au Canada) est un joueur de hockey sur glace professionnel qui évolua dans la Ligue nationale de hockey de 1984 à 2001.

## Carrière
Adams signa chez les Devils du New Jersey le 24 juin 1984. Il joua 3 saisons chez les Devils jusqu'à son échange aux Canucks de Vancouver avec Kirk McLean le 15 septembre 1987 contre Patrik Sundström et un choix de 4e ronde au repêchage de 1988 (les Devils sélectionnèrent avec ce choix Matt Ruchty).
Il passa huit saisons chez les Canucks; son meilleur moment étant sans doute au cours des séries de 1994, où il marqua au cours du 5e match de la finale de la Conférence de l'Ouest contre les Maple Leafs de Toronto le but vainqueur en prolongation qui amena Vancouver à la finale de la Coupe Stanley. Ce but est considéré comme l'un des plus beaux moments de l'histoire de la franchise.
Adams est échangé aux Stars de Dallas au cours de la saison 1994-1995. Au bout de quatre saisons, il s'amena chez les Coyotes de Phoenix pour deux saisons, puis pour une dernière avec les Panthers de la Floride, en 2000-2001. Après une saison avec les Lions de Francfort de la DEL, il prend officiellement sa retraite en 2003.
Adams fut un marqueur décent, qui atteint quatre fois la marque des 30 buts et 9 fois le plateau des 20 buts; deux fois il obtint plus de 70 points. Malheureusement, il se blessait souvent ; il ne parvint qu'une seule fois à disputer tous les matches de la saison.

### Statistiques
| Saison     | Équipe                 | Ligue      |              | Saison régulière | Saison régulière | Saison régulière | Saison régulière | Saison régulière |    | Séries éliminatoires | Séries éliminatoires | Séries éliminatoires | Séries éliminatoires | Séries éliminatoires |
| Saison     | Équipe                 | Ligue      | PJ           | B                | A                | Pts              | Pun              | PJ               | B  | A                    | Pts                  | Pun                  |                      |                      |
| 1980-1981  | Buckaroos de Kelowna   | LHJCB      | 48           | 40               | 50               | 90               | 16               |                  |    |                      |                      |                      |                      |                      |
| 1981-1982  | Buckaroos de Kelowna   | LHJCB      | 45           | 31               | 42               | 73               | 24               |                  |    |                      |                      |                      |                      |                      |
| 1982-1983  | Nord de l'Arizona      | NCAA       | 29           | 14               | 21               | 35               | 46               |                  |    |                      |                      |                      |                      |                      |
| 1983-1984  | Nord de l'Arizona      | NCAA       | 26           | 44               | 29               | 73               | 34               |                  |    |                      |                      |                      |                      |                      |
| 1984-1985  | Mariners du Maine      | LAH        | 41           | 15               | 20               | 35               | 12               | 11               | 3  | 4                    | 7                    | 0                    |                      |                      |
| 1984-1985  | Devils du New Jersey   | LNH        | 36           | 12               | 9                | 21               | 14               |                  |    |                      |                      |                      |                      |                      |
| 1985-1986  | Devils du New Jersey   | LNH        | 78           | 35               | 48               | 77               | 30               |                  |    |                      |                      |                      |                      |                      |
| 1986-1987  | Devils du New Jersey   | LNH        | 72           | 20               | 27               | 47               | 19               |                  |    |                      |                      |                      |                      |                      |
| 1987-1988  | Canucks de Vancouver   | LNH        | 80           | 36               | 40               | 76               | 30               |                  |    |                      |                      |                      |                      |                      |
| 1988-1989  | Canucks de Vancouver   | LNH        | 61           | 19               | 14               | 33               | 24               | 7                | 2  | 3                    | 5                    | 2                    |                      |                      |
| 1989-1990  | Canucks de Vancouver   | LNH        | 65           | 30               | 20               | 50               | 18               |                  |    |                      |                      |                      |                      |                      |
| 1990-1991  | Canucks de Vancouver   | LNH        | 55           | 21               | 24               | 45               | 10               | 5                | 0  | 0                    | 0                    | 2                    |                      |                      |
| 1991-1992  | Canucks de Vancouver   | LNH        | 76           | 30               | 27               | 57               | 26               | 6                | 0  | 2                    | 2                    | 4                    |                      |                      |
| 1992-1993  | Canucks de Vancouver   | LNH        | 53           | 25               | 31               | 56               | 14               | 12               | 7  | 6                    | 13                   | 6                    |                      |                      |
| 1993-1994  | Canucks de Vancouver   | LNH        | 68           | 13               | 24               | 37               | 20               | 23               | 6  | 8                    | 14                   | 2                    |                      |                      |
| 1994-1995  | Canucks de Vancouver   | LNH        | 31           | 5                | 10               | 15               | 12               |                  |    |                      |                      |                      |                      |                      |
| 1994-1995  | Stars de Dallas        | LNH        | 12           | 3                | 3                | 6                | 4                | 5                | 2  | 0                    | 2                    | 0                    |                      |                      |
| 1995-1996  | Stars de Dallas        | LNH        | 66           | 22               | 21               | 43               | 33               |                  |    |                      |                      |                      |                      |                      |
| 1996-1997  | Stars de Dallas        | LNH        | 50           | 21               | 15               | 36               | 2                | 3                | 0  | 1                    | 1                    | 0                    |                      |                      |
| 1997-1998  | Stars de Dallas        | LNH        | 49           | 14               | 18               | 32               | 20               | 12               | 2  | 2                    | 4                    | 0                    |                      |                      |
| 1998-1999  | Coyotes de Phoenix     | LNH        | 75           | 19               | 24               | 43               | 26               | 3                | 1  | 0                    | 1                    | 0                    |                      |                      |
| 1999-2000  | Coyotes de Phoenix     | LNH        | 69           | 19               | 27               | 46               | 14               | 5                | 0  | 0                    | 0                    | 0                    |                      |                      |
| 2000-2001  | Panthers de la Floride | LNH        | 60           | 11               | 12               | 23               | 10               |                  |    |                      |                      |                      |                      |                      |
| 2001-2002  |                        |            | N'a pas joué | N'a pas joué     | N'a pas joué     | N'a pas joué     | N'a pas joué     |                  |    |                      |                      |                      |                      |                      |
| 2002-2003  | Lions de Francfort     | DEL        | 50           | 18               | 24               | 42               | 88               |                  |    |                      |                      |                      |                      |                      |
| Totaux LNH | Totaux LNH             | Totaux LNH | 1 056        | 355              | 388              | 743              | 326              | 81               | 20 | 22                   | 42                   | 16                   |                      |                      |